# Murciélagos FC
Murciélagos de Guamúchil Fútbol Club, znany najczęściej jako Murciélagos – meksykański klub piłkarski z siedzibą w mieście Guamúchil, w stanie Sinaloa. Obecnie gra w Segunda División de México (III szczebel rozgrywek). Domowe mecze rozgrywa na stadionie Coloso del Dique, mogącym pomieścić 5 tysięcy widzów.

## Aktualny skład
Stan na 1 września 2016.
| Nr | Poz. | Piłkarz                      |
| -- | ---- | ---------------------------- |
| 1  | BR   | Javier Darío Romo            |
| 2  | OB   | José de Jesús López          |
| 3  | OB   | Víctor Hugo Ruíz             |
| 4  | OB   | Valentín Arredondo (kapitan) |
| 5  | OB   | Yohance Marshall             |
| 7  | NA   | Brayan Martínez              |
| 8  | PO   | Rodolfo Galindo              |
| 9  | NA   | Ezequiel Orozco              |
| 12 | BR   | Ricardo Ferriño              |
| 13 | BR   | Carlos Fernández             |
| 14 | PO   | Michel Acosta                |
| 15 | OB   | Irving Jassiel García        |
| 16 | PO   | Kevin Salvador Huezo         |

| Nr | Poz. | Piłkarz                |
| -- | ---- | ---------------------- |
| 17 | PO   | Xavier Jesús Barreras  |
| 18 | PO   | Hilario Tristán        |
| 22 | PO   | Devaughn Elliott       |
| 23 | PO   | Jorge Zataraín         |
| 25 | OB   | Samuel Sánchez         |
| 26 | OB   | Marco Antonio Tovar    |
| 27 | PO   | Luis Arcadio García    |
| 29 | NA   | Michel Humberto López  |
| 30 | PO   | Edson Francisco Morúa  |
| 31 | OB   | José Alejandro Melchor |
| 33 | PO   | Raúl Zerimar Ramírez   |
| 35 | OB   | Arturo Ruíz            |